# Boyania colombiana
Boyania colombiana är en tvåhjärtbladig växtart som beskrevs av Humberto Mend.. Boyania colombiana ingår i släktet Boyania och familjen Melastomataceae. Inga underarter finns listade i Catalogue of Life.